# Heidenröschen
Heidenröschen  est un film allemand muet réalisé par Franz Hofer, sorti en 1916.

## Fiche technique
- Titre original : Heidenröschen
- Titre français :
- Réalisation : Franz Hofer
- Scénario : Franz Hofer
- Directeur de la photographie : Ernst Krohn
- Pays d'origine :  Empire allemand
- Producteur :  Julius Kaftanski
- Sociétés de production : Apollo-Film
- Format : Muet - Noir et blanc - 1,31:1 - 35 mm
- Date de sortie :
  -  Empire allemand : 1916[1],[2]

## Distribution
- Fritz Achterberg
- Franz Hofer
- Lya Ley
- Andreas von Horn